# Birgitta Amér
Birgitta Anna Emelie Amér, född 29 mars 1936 i Valls församling, Gotlands län, är en svensk läkare och lantbrukare.
Hon blev medicine licentiat i Umeå 1964, specialiserade sig i oftalmologi 1974, och blev överläkare och klinikchef för ögonkliniken i  Visby lasarett 1971. Hon utvecklade kliniken genom att praktisera på svenska och utländska ögonkliniker. Hon såg till att modernisera ögonkliniken med teknisk utrustning. Det var under hennes tid som man började med laserbaserad ögonkirurgi, polikliniserad kataraktkirurgi, oftalmologassistenter och en syncentral. Hon lämnade sin tjänst som klinichef sommaren 1989 och fortsatte som privat ögonläkare i Visby.
Hon har varit styrelseledamot i Förening för synrehabilittering (FFS), styrelseledamot i Sveriges kontaktlinsföreningen (SKLF) samt redaktör i Kontaktlinsaktuellt.
Hon är dotter till prosten Erik W Amér och Alice, född Laurin. Hon gifte sig 1959 med Ingvar Amér, också läkare.